# Doug : le robot curieux
Doug : le robot curieux (ou Doug Unplugs en version originale) est un dessin animé d'animation américain produit par DreamWorks Animation pour Apple TV+, et diffusée depuis le 13 novembre 2020. 
La série est basée sur la série de livres pour enfants Doug Unplugged de Dan Yaccarino. 

## Synopsis
Doug : le robot curieux suit un robot, Doug, et son amie humaine, Emma, expérimentent et apprennent comment le monde fonctionne.

## Distribution

### Voix originales
- Brandon James Cienfuegos : Doug
- Kyrie McAlpin : Emma Pine
- Eric Bauza : Bob Bot
- Mae Whitman : Becky Bot
- Leslie David Baker : Oncle Forknick
- Burl Moseley : Laurence Pine
- Becky Robinson : Jenny Droneberg

### Voix françaises
- Aloïs Le Labourier-Tiêu : Doug
- Lior Chabbat : Emma Pine
- Jérémy Prévost : Bob Bot
- Adeline Moreau : Becky Bot
- Arnaud Léonard
- Aurore Bonjour
- Nadine Girard
- Loïc Houdré
- Olivia Nicosia
- Frantz Confiac
- Michaël Lelong
- Cécile Gatto
- Philippe Bozo
- Martin Faliu
- Cécile Léogé
- Frédérique Cantrel
- Patrick Raynal

Version française
- Studio de doublage : Dubbing Brothers
- Direction artistique : Raphaël Anciaux (saison 1), Céline Krief (saison 2) (dialogues), Quentin Bachelet (chansons)
- Adaptation : Caroline Vandjour, Clémentine Blayo (dialogues), Olivier Podesta (chansons)

## Épisodes

### Saison 1 (2020 - 21)
La première saison est composée de 13 épisodes, sortis en deux fois, tous d'une durée de 23 minutes,.
1. Jouer à s'amuser / Les bénévoles (Whole Bot of Fun / Volunteer Bot)
2. Jeux de plage / La fête pour Jenny (Bot on the Beach / Bot of the Party)
3. Les vacances, ça nous botte / Les robots des bois (Vacation Bots / Bots of the Forest)
4. Le meilleur pote d'un bot / Naturellement bot (A Bot's Best Friend / A Bot in His Natural Habitat)
5. Jeu de courses / Les aventuriers (Shop 'Til Ya Bot / Adventure Bots)
6. La ferme de Pappy et Nanny bot / Chacun son vélo (Bot on the Farm / Bot-Cycle Built for Two)
7. Le dîner des bots / Un mot pour un bobo (Bots for Dinner / It’s the Bot That Counts)
8. Tous au musée / Un sacré bot trésor (Bots at the Museum / X Marks the Bot)
9. Footbotlastique / L'enquête (Kicking and Botting / Bot on the Case)
10. Le camping / La bibliothèque (Camper Bots / Bots to Read)
11. Swing, mon robot / Tente le coup (Like Botter, Like Son / Give It a Bot)
12. Sur la piste de danse / Un spectacle pour bot (Stop, Bot & Boogie / Bots in Show)
13. Mission lune / La bâtiversaire (Where No Bot Has Gone Before! / A Bot from the Heart)

### Saison 2 (2021)
La seconde saison a commencé sa diffusion le 17 septembre 2021 avec 7 épisodes.
1. Tous à l'école / L'aire de jeux (Bot to School / Bots at Play)
2. Créer, c'est jouer / L'automne (When Life Gives You Bots / Bots of the Fall)
3. Robots en coulisses / Super-robots (Backstage Bots / Super Bots)
4. Le concert / Abracadabra (Band of Bots / Abracabot)
5. En selle ! / Le dentiste (Bots on the Range / Brushin’ Bots)
6. Escapade en sous-marin / L'album photos (Aquabots / Botographers)
7. Bonnes fêtes de fin d'année ! (Botty Holidays)

## Sortie
Le 17 septembre 2020, Apple TV+ a annoncé Doug : le robot curieux, ainsi que plusieurs nouvelles séries télévisées pour enfants qui arriveront prochainement sur la plateforme.
La première moitié de la première saison, comprenant 7 épisodes est sortie le 13 novembre 2020, et les 6 derniers épisodes composant la seconde moitié sont sortis le 2 avril 2021.
Le 27 août 2021, il fut annoncé que la seconde saison débutera sa diffusion avec ses 7 premiers épisodes, dont un spécial vacance, à partir du 17 septembre suivant.